# Richard Phillips (athlétisme)
Pour les articles homonymes, voir Richard Phillips et Phillips.
Richard Phillips (né le 26 janvier 1983 dans la paroisse Sainte-Catherine) est un athlète jamaïcain, spécialiste du 110 mètres haies.

## Carrière
Quatrième des Championnats du monde juniors de 2002, Richard Phillips participe à l'âge de dix-neuf ans aux Jeux olympiques d'Athènes, en 2004. Il s'incline au stade des demi-finales après avoir réalisé 13 s 39 en séries, performance constituant toujours son record personnel sur la distance.
Le Jamaïcain se classe septième des Jeux olympiques de 2008 (13 s 60).

## Palmarès
| Date | Compétition                   | Lieu     | Résultat | Temps   |
| ---- | ----------------------------- | -------- | -------- | ------- |
| 2002 | Championnats du monde juniors | Kingston | 4e       | 13 s 90 |
| 2008 | Jeux olympiques               | Pékin    | 7e       | 13 s 60 |

### Records
| Épreuve     | Performance | Lieu    | Date         |
| ----------- | ----------- | ------- | ------------ |
| 110 m haies | 13 s 39     | Athènes | 24 août 2004 |